# Araeopteron minimale
Araeopteron minimale är en fjärilsart som beskrevs av Freyer 1912. Araeopteron minimale ingår i släktet Araeopteron och familjen nattflyn. Inga underarter finns listade i Catalogue of Life.